# Holsteinska raseriet

Fredrik IV av Holstein-Gottorp.

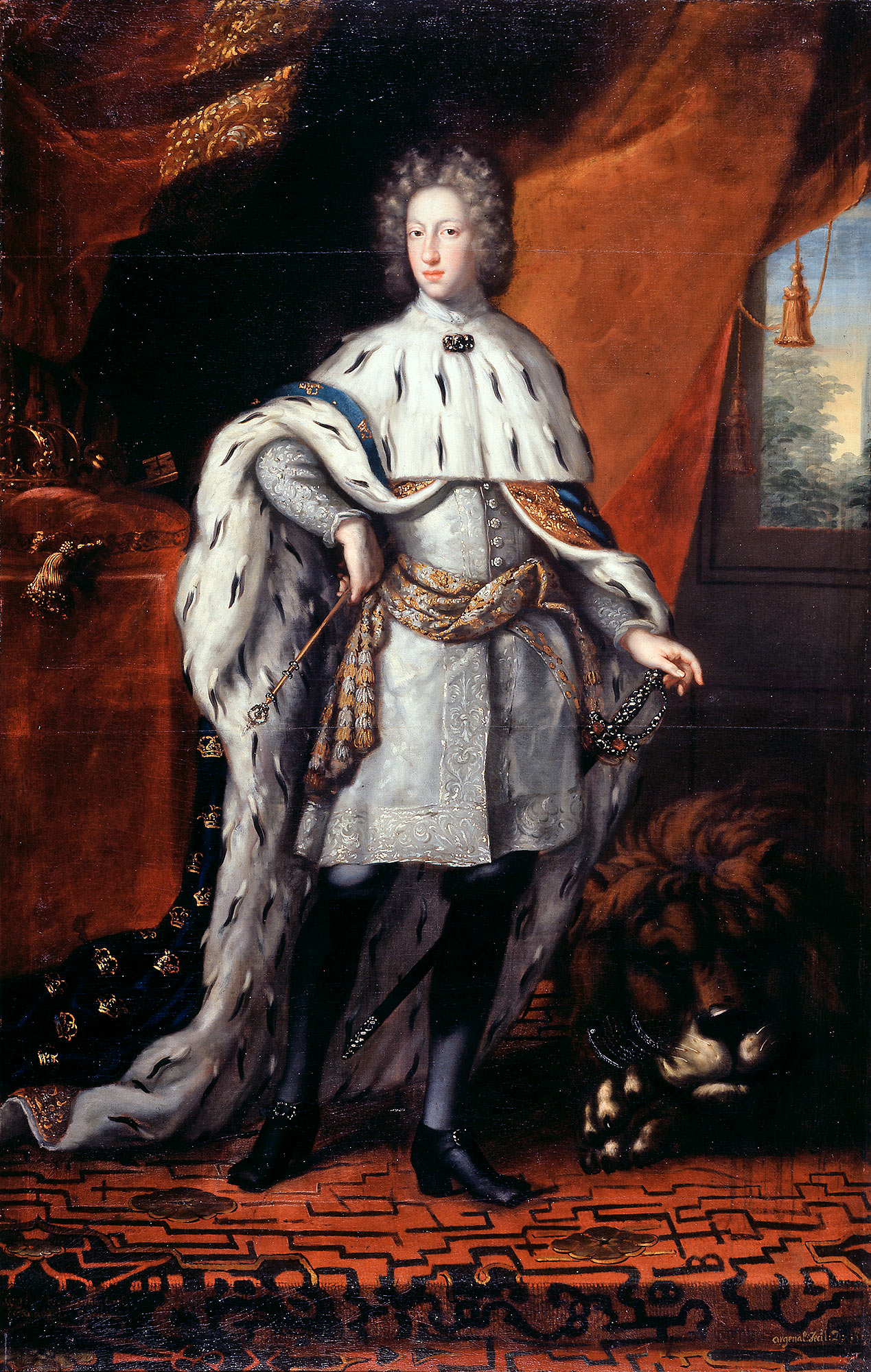
En ung Karl XII 1697, ett år före Holsteinska raseriet.

Holsteinska raseriet kallas de omdömeslösa upptåg som Karl XII och hans kusin Fredrik IV av Holstein-Gottorp roade sig med sommaren 1698. Hertig Fredrik kom till Stockholm för att gifta sig med kungens syster Hedvig Sofia. Hertigen, som var elva år äldre än Karl och än vildare än den unge kungen, hetsade kungen till en mängd tokerier. Tillsammans med ett ungt följe red de i galopp genom Stockholm och ryckte hattar och peruker av folk. De slängde ut möbler genom slottsfönstren och ska ha kastat körsbärskärnor på kungens ministrar.
Många historier om deras göranden är troligen överdrivna, och anses ofta ha tillkommit för att misskreditera hertig Fredrik. Inga bevis finns för att de ägnat sig åt att hugga huvudena av kalvar, hundar, getter och får, varpå de skulle ha kastat ut dessa genom slottsfönstren. Golven i slottet påstods vara hala av blod som även rann nerför slottstrapporna. Dock ökade missnöjet med kungen och en söndag predikade tre präster i Stockholm över temat Ve dig, O land, då din konung är ett barn (Predikaren 10:16). När Fredrik åkte hem i augusti upphörde Karl med det olämpliga levernet och ägnade sig mer åt rikets affärer. Han fick ett återfall när hertig Fredrik återvände 1699. Vid ett fylleslag dödades en björn då den föll genom ett fönster ner på borggården efter att ha tvingats dricka för mycket vin. Karl var rejält full och avgav efter denna händelse nykterhetslöfte.